# منار تاج

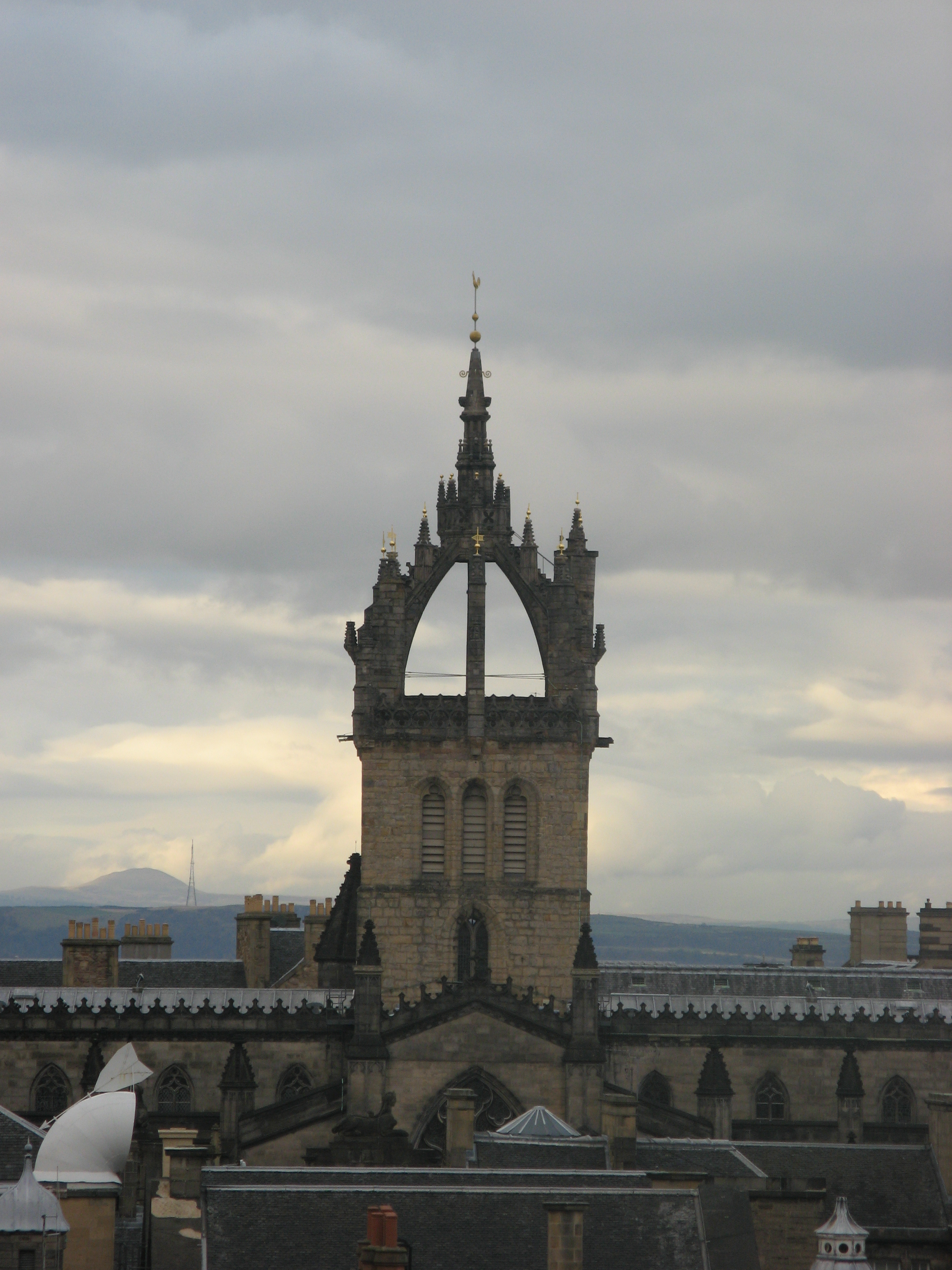
منار تاج کلیسای جامع سنت جایلز‌ در ادینبرا

منار تاج (انگلیسی: Crown steeple یا انگلیسی: crown spire) گونه‌ای سنتی از منار کلیسا است که در آن پشت‌بندهای معلق سنگی به شکل یک تاج گرد آرایش گرفته‌اند. منار تاج را می‌توان در معماری کلیساهای قرون وسطی در پادشاهی اسکاتلند و پادشاهی انگلستان دید. استفاده از منار تاج در قرن نوزدهم و در جریان شیوهٔ معماری نئوگوتیک احیا شد. نخستین منار تاج پیداشده احتمالاً منار تاج  کلیسای جامع نیوکاسل در نیوکاسل است. منار تاج کلیسای جامع سنت جایلز‌ در ادینبرا نیز در سال ۱۴۹۵ ساخته شده بود.